# Craugastor batrachylus
Craugastor batrachylus is een kikker uit de familie Craugastoridae. De soort werd voor het eerst wetenschappelijk beschreven door Edward Harrison Taylor in 1940. Oorspronkelijk werd de wetenschappelijke naam Eleutherodactylus batrachylus gebruikt.
De soort is endemisch in Mexico.